# L'última sessió
L'última sessió (títol original: The Late Show) és una pel·lícula estatunidenca dirigida per Robert Benton, estrenada el 1977. Ha estat doblada al català.

## Argument
Un detectiu d'avançada edat que investiga l'assassinat del seu company, descobreix que el cas està relacionat amb l'estranya desaparició d'un gat.

## Repartiment
- Art Carney: Ira Wells
- Lily Tomlin: Margo
- Bill Macy: Charlie Hatter
- Eugene Roche: Ron Birdwell
- Joanna Cassidy: Laura Birdwell
- John Considine: Lamar
- Ruth Nelson: Mrs. Schmidt
- Howard Duff: Harry Regan

## Premis i nominacions
- 1977: Festival de Berlín: Os de Plata a la millor actriu (Lily Tomlin)
- Premi Edgar-Allan-Poe al millor guió el 1978
- 1977: Nominació a l'Oscar al millor guió original
- Nominació al Globus d'Or a la millor actriu musical o còmica (Lily Tomlin)